# دوري اسطنبول لكرة القدم 1952–53
دوري اسطنبول لكرة القدم 1952–53 (بالتركية: 1952-53 İstanbul Profesyonel Ligi)‏ هو موسم من دوري اسطنبول لكرة القدم ‏. فاز فيه نادي فناربخشه.